# Майти Барол
«Майти Барол» — либерийский футбольный клуб из Монровии. Выступает в Чемпионате Либерии, 15-кратный чемпион страны и 8-кратный обладатель Кубка Либерии.
Основан в 1964 году. Является одним из основоположников либерийского футбола. С 2016 года играет в Первом дивизионе.
В клубе начинал карьеру Джордж Веа, дольше всех игравший за сборную Либерии, а в 2018 году ставший президентом страны.
Домашние матчи клуб проводит на стадионе Дорис-Вильямс, вмещающем 3 000 зрителей.

## Достижения
- Чемпионат Либерии: 15

1967, 1972, 1973, 1974, 1986, 1988, 1989, 1993, 1995, 2000, 2001, 2004, 2006, 2009, 2010
- Кубок Либерии: 8

1974, 1978, 1981, 1983, 1984, 1985, 1986, 1995, 2000

## Международные соревнования
- Лига чемпионов КАФ: 1

2007 — Preliminary Round
- Кубок Конфедерации КАФ: 1

2009: Preliminary Round
- Клубный кубок африки: 8

1968: дисквалифицирован в первом раунде
1973: Первый раунд
1974: Первый раунд
1987: Второй раунд
1989: Первый раунд
1990: Первый раунд
1994: Первый раунд
1996: Первый раунд
- Кубок КАФ: 1

1997 — дисквалифицирован в первом раунде
- Кубок обладателей кубков КАФ: 6

1975 — Первый раунд
1982 — Первый раунд
1984 — Первый раунд
1985 — Первый раунд
1986 — Второй раунд
1988 — Первый раунд